# Taça dos Vencedores de Taças de Hóquei em Patins de 1994-95
A Taça dos Vencedores de Taças de Hóquei em Patins de 1994-95 foi a 19.ª edição da Taça das Taças.
Os italianos do Roller Monza venceram a competição pela 3.ª vez, igualando a AD Oeiras e o Sporting CP no número de títulos, derrotando os compatriotas e campeões em título do Amatori Lodi na final.

## Equipas participantes
| País          | Clube           | Classificação                            |
| ------------- | --------------- | ---------------------------------------- |
| Alemanha      | RESG Walsum     | Vencedor da Taça da Alemanha de 1993/94  |
| Espanha       | Liceo da Coruña | Finalista da Taça do Rei de 1993/94      |
| França        | La Vendéenne    | 2.º lugar da Liga Francesa de 1993/94    |
| Itália        | Amatori Lodi    | Vencedor da Taça das Taças de 1993/94    |
| Itália        | Roller Monza    | Finalista da Taça de Itália de 1993/94   |
| Países Baixos | RHC Residentie  | 2.º lugar da Liga Neerlandesa de 1993/94 |
| Portugal      | Sporting CP     | Finalista da Taça de Portugal de 1993/94 |
| Suíça         | Genève RHC      | Finalista da Taça da Suíça de 1993/94    |

## Jogos

### Fase final
|  | Quartos-de-final | Quartos-de-final | Quartos-de-final | Quartos-de-final |                |                 | Meias-finais | Meias-finais | Meias-finais |  |              | Final | Final | Final |
|  |                  |                  |                  |                  |                |                 |              |              |              |  |              |       |       |       |
|  | 1                | Liceo da Coruña  | 8                | 4                |                |                 |              |              |              |  |              |       |       |       |
|  | 8                | La Vendéenne     | 1                | 3                |                |                 |              |              |              |  |              |       |       |       |
|  | 8                | La Vendéenne     | 1                | 3                |                | Liceo da Coruña | 6            | 1            |              |  |              |       |       |       |
|  |                  |                  |                  |                  |                | Liceo da Coruña | 6            | 1            |              |  |              |       |       |       |
|  |                  | Roller Monza     | 4                | 4                |                |                 |              |              |              |  |              |       |       |       |
|  | 4                | Roller Monza     | 4                | 4                | RHC Residentie | 2               | 3            |              |              |  |              |       |       |       |
|  | 4                |                  |                  |                  | RHC Residentie | 2               | 3            |              |              |  |              |       |       |       |
|  | 5                | Roller Monza     | 22               | 23               |                |                 |              |              |              |  |              |       |       |       |
|  | 5                | Roller Monza     | 22               | 23               |                |                 |              |              |              |  | Roller Monza | 6     | 4     |       |
|  |                  |                  |                  |                  |                |                 |              |              |              |  | Roller Monza | 6     | 4     |       |
|  |                  | Amatori Lodi     | 1                | 3                |                |                 |              |              |              |  |              |       |       |       |
|  | 3                | Amatori Lodi     | 1                | 3                | Sporting CP    | 6               | 1            |              |              |  |              |       |       |       |
|  | 3                |                  |                  |                  | Sporting CP    | 6               | 1            |              |              |  |              |       |       |       |
|  | 6                | Amatori Lodi     | 8                | 8                |                |                 |              |              |              |  |              |       |       |       |
|  | 6                | Amatori Lodi     | 8                | 8                |                | Amatori Lodi    | 9            | 9            |              |  |              |       |       |       |
|  |                  |                  |                  |                  |                | Amatori Lodi    | 9            | 9            |              |  |              |       |       |       |
|  |                  | Genève RHC       | 0                | 3                |                |                 |              |              |              |  |              |       |       |       |
|  | 2                | Genève RHC       | 0                | 3                | RESG Walsum    | 4               | 0            |              |              |  |              |       |       |       |
|  | 2                |                  |                  |                  | RESG Walsum    | 4               | 0            |              |              |  |              |       |       |       |
|  | 7                | Genève RHC       | 2                | 3                |                |                 |              |              |              |  |              |       |       |       |
|  | 7                | Genève RHC       | 2                | 3                |                |                 |              |              |              |  |              |       |       |       |

#### Quartos-de-final
| Equipa 1        | Total | Equipa 2     | 1.ª Mão | 2.ª Mão |
| --------------- | ----- | ------------ | ------- | ------- |
| Liceo da Coruña | 12-4  | La Vendéenne | 8-1     | 4-3     |
| RHC Residentie  | 5-45  | Roller Monza | 2-22    | 3-23    |
| Sporting CP     | 7-16  | Amatori Lodi | 6-8     | 1-8     |
| RESG Walsum     | 4-5   | Genève RHC   | 4-2     | 0-3     |

#### Meias-finais
| Equipa 1        | Total | Equipa 2     | 1.ª Mão | 2.ª Mão |
| --------------- | ----- | ------------ | ------- | ------- |
| Liceo da Coruña | 7-8   | Roller Monza | 6-4     | 1-4     |
| Amatori Lodi    | 18-3  | Genève RHC   | 9-0     | 9-3     |

#### Final
| Equipa 1     | Total | Equipa 2     | 1.ª Mão | 2.ª Mão |
| ------------ | ----- | ------------ | ------- | ------- |
| Roller Monza | 10-4  | Amatori Lodi | 6-1     | 4-3     |

| Vencedor da Taça das Taças 1994/95 |
| ---------------------------------- |
|                                    |
| Roller Monza (3.º título)          |